# Iranska rymdstyrelsen
Iranska rymdstyrelsen är den iranska myndigheten ansvarig för rymdfart. Den 3 februari 2010 meddelade man att en Kavoshgar-3-raket med djur inuti hade skjutits ut och återförts oskadda till Jorden.